# Войнашівка
Войнаші́вка — село в Україні, у Барській міській громаді Жмеринського району Вінницької області.
Розташоване за 5 км від центру громади.

## Історія
За адміністративним поділом 16 століття відносилося до Кам'янецького повіту.
18 червня 1905 року відбувся страйк сільськогосподарських робітників з вимогами підвищення заробітної плати.
1965 року під час адміністративної реформи Войнашівська сільська рада увійшла до складу Барського району Вінницької області.
В 1960-х роках Копайгородське ПМК-207 зробило шляховий під'їзд до Войнашівки.
На початку 1970-х років населення становило згідно з переписом 707 осіб.
В селі розміщувалася центральна садиба радгоспу; господарство мало 2840 гектарів землі, орної — 1890, 56 га саду. Вирощували цукрові буряки, зернові культури, соняшник; розвинутим було тваринництво. Середній врожай зернових на 1969 рік склав 30 центнерів з гектара.
З інфраструктури — бібліотека, клуб, медичний пункт, середня школа І-III ступенів.
12 червня 2020 року, відповідно до Розпорядження Кабінету Міністрів України № 707-р «Про визначення адміністративних центрів та затвердження територій територіальних громад Вінницької області», увійшло до складу Барської міської громади.
19 липня 2020 року, в результаті адміністративно-територіальної реформи та ліквідації Барського району, село увійшло до складу Жмеринського району.

## Постаті
- Штейко Олександр Борисович (1971—2017) — старший сержант Збройних сил України, учасник російсько-української війни.
- Антохов Владислав Дмитрович (2004)-старший солдат Збройних сил України, учасник російсько-української війни, філософ, командир.